# Henriette-Dorothée d'Oettingen-Oettingen
Henriette-Dorothée d'Oettingen-Oettingen (en allemand Henriette Dorothea von Oettingen-Oettingen) est née à Oettingen (Allemagne) le 14 février 1672 et meurt à Idstein le 18 mai 1728. Elle est une noble allemande, fille du prince Albert-Ernest Ier d'Oettingen-Oettingen (1642-1683) et de Christine-Frédérique de Wurtemberg (1644–1674).

## Mariage et descendance
Le 22 novembre 1688 elle se marie à Kirchheim unter Teck avec le prince Georges-Auguste de Nassau-Idstein (1665-1721), fils de Jean de Nassau-Idstein (1603-1677) et d'Anne de Leiningen-Falkenbourg (1625-1668). Le couple a 12 enfants :
- Frédéric-Ernest (27 août 1689 à Idstein; 21 mars 1690 à Idstein), prince de Nassau-Idstein
- Christine-Louise (31 mars 1691 à Idstein; 13 avril 1723 à Aurich), princesse de Nassau-Idstein, mariée le 23 septembre 1709 à Georges-Albert de Frise orientale (8 mai 1689; 21 octobre 1734), fils du prince Christian-Eberhard de Frise orientale et Eberhardine Sophie d'Oettingen-Oettingen
- Charlotte Eberhardine (16 juillet 1692 à Idstein; 6 février 1693 à Idstein), princesse de Nassau-Idstein
- Henriette-Charlotte de Nassau-Idstein (9 novembre 1693 à Idstein; 8 avril 1734 à Delitzsch), princesse de Nassau-Idstein, mariée le 4 novembre 1711 avec le duc Maurice-Guillaume de Saxe-Mersebourg (5 février 1688 à Mersebourg; 21 avril 1731 à Mersebourg)
- Éléonore Charlotte (28 novembre 1696 à Idstein; 8 décembre 1696 à Idstein), princesse de Nassau-Idstein
- Albertine Julienne (29 mars 1698 à Idstein; 9 octobre 1722 au château de Williamthal à Marksuhl près d'Eisenach), princesse de Nassau-Idstein, mariée le 14 février 1713 avec le duc Guillaume-Henri de Saxe-Eisenach (10 novembre 1691 à Oranjewoud; 26 juillet 1741 au château de Williamthal près d'Eisenach), fils du duc Jean-Guillaume de Saxe-Eisenach et de la princesse Amélie de Nassau-Dietz
- Frédérique-Augusta de Nassau-Idstein (17 août 1699 à Idstein; 8 juin 1750 à Kirchheim unter Teck), princesse de Nassau-Idstein, mariée le 17 août 1723, avec le prince Charles Auguste de Nassau-Weilbourg (17 septembre 1685 à Weilbourg; 9 novembre 1753 à Weilbourg), fils du comte Jean Ernest de Nassau-Weilbourg et de la comtesse Marie Polyxène de Leiningen-Dagsbourg-Hartenbourg
- Jeannette Wilhelmine (14 septembre 1700 à Idstein; 2 juin 1756 au château de Frein à Lemgo), princesse de Nassau-Idstein, mariée le 16 octobre 1719 avec le comte Simon-Henri-Adolphe de Lippe (25 janvier 1694 à Detmold, 12 octobre 1734 à Detmold), fils du comte Frédéric Adolphe de Lippe et Jeanne Élisabeth de Nassau-Dillenbourg-Schaumbourg
- Frédéric Auguste (30 avril 1702 à Idstein, 30 janvier 1703 à Idstein), prince de Nassau-Idstein
- Guillaume Samuel (14 février 1704 à Idstein, 4 mai 1704 à Idstein), prince de Nassau-Idstein
- Élisabeth Françoise (17 septembre 1708 à Idstein; 7 novembre 1721 à Idstein), princesse de Nassau-Idstein
- Charlotte Louise (17 mars 1710 à Idstein; 4 novembre 1721 à Biebrich), princesse de Nassau-Idstein